# Sünfélék
A sünfélék (Erinaceidae) az emlősök (Mammalia) osztályának és az Eulipotyphla rendjének egyik családja.
A régebbi rendszertani besorolások szerint a rovarevők (Insectivora) rendjébe, aztán pedig rövid ideig a saját sünalakúak (Erinaceomorpha) rendjébe tartozott.
10 élő nem és 24 ma élő faj tartozik a családba.
A Kárpát-medencében egyetlen sünféle, a keleti sün (Erinaceus roumanicus) él.

## A sün név használata és eredete
A sünféléket – különösen a keleti sünt és az európai sünt – leggyakrabban csak a sün névvel jelölik. A köznyelvben és a mesékben gyakran szerepel a helytelen sündisznó elnevezés. Egyéb népies nevei a sül, a tüskésdisznó és a sünkutya.
A szó ősi örökség a finnugor korból (manysi (vogul) soule, mari (cseremisz) šüle, šulo, mordvin (erza) šejeľ, finn siili, észt siil) származik. A régi magyar nyelvben a sül vagy a tövises-borz, tüskés borz alakot használták, a sün forma a 19. században terjedt el. A mai tudományos szóhasználatban viszont a sül szó már a rágcsálók közé tartozó sülfélék (Hystricidae) családjának fajait jelöli, amelyeknek semmi közük nincs a sünfélékhez.

## Tudnivalók
Manapság Európa, Ázsia és Afrika területein élnek, viszont egyes fosszilis nemek észak-amerikai előfordulásról is tanúskodnak. Főleg éjszaka mozognak és általában magányosak. A mérsékelt övön élők téli álmot alszanak. A sünök elsősorban rovarevők, de megeszik a csigákat, a férgeket, a madárfiókákat és a tojásokat is. Ha alkalmuk adódik, az egerek kölykeit, dögöket, gyíkokat és akár kígyókat sem vetik meg. Ugyanúgy az emberek házi kedvenceinek táplálékát is megdézsmálhatják. Habár kisméretű emlősök, a családon belül nagy a változatosság, a 10-15 centiméteres és 40-60 grammos törpe szőrössüntől (Hylomys suillus) egészen a 26-45 centiméteres és 1000-1400 grammos nagy szőrössünig (Echinosorex gymnura). A fogképletük a következő: {\displaystyle {\tfrac {2-3.1.4.3}{3.1.2-4.3}}}

## Érdekességek
A sün egy rendőrségi alakzat neve is, ez 2009-ben internetes mém születéséhez vezetett. Lásd: Sün!
Továbbá az északi mitológia rejtelmes sünjei azok, kik éjjelente a ház környékén károkat okoznak (hasonlóan a koboldokhoz), midőn az emberek valami okból megsértették őket. Felborogatják az edényeket, leölik a háziállatokat, s vad kiáltásokkal zargatják az embereket álmukból. Régen ezért falvakon és tanyákon szokás volt őrt állítani, ha sünöket észleltek, ám a borzalmas kis kártevők az őrök lábához sündörögtek, s lábukba szúrták borzalmas töviseiket.

## Rendszerezés
A családba az alábbi 2 alcsalád, valamint 1 alcsaládba sem foglalt fosszilis nem tartozik:
- tüskés sünök (Erinaceinae) G. Fischer, 1814
- szőrös sünök (Galericinae) Pomel, 1848

- †Silvacola Eberle, Rybczynski & Greenwood 2014 - eocén; Észak-Amerika

## Képek

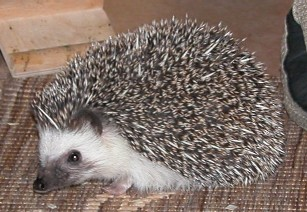
Fehérhasú sün (Atelerix albiventris)
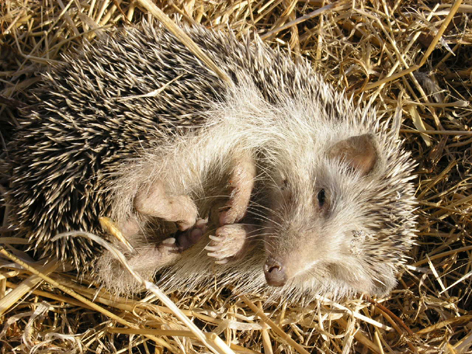
Mediterrán sün (Atelerix algirus)
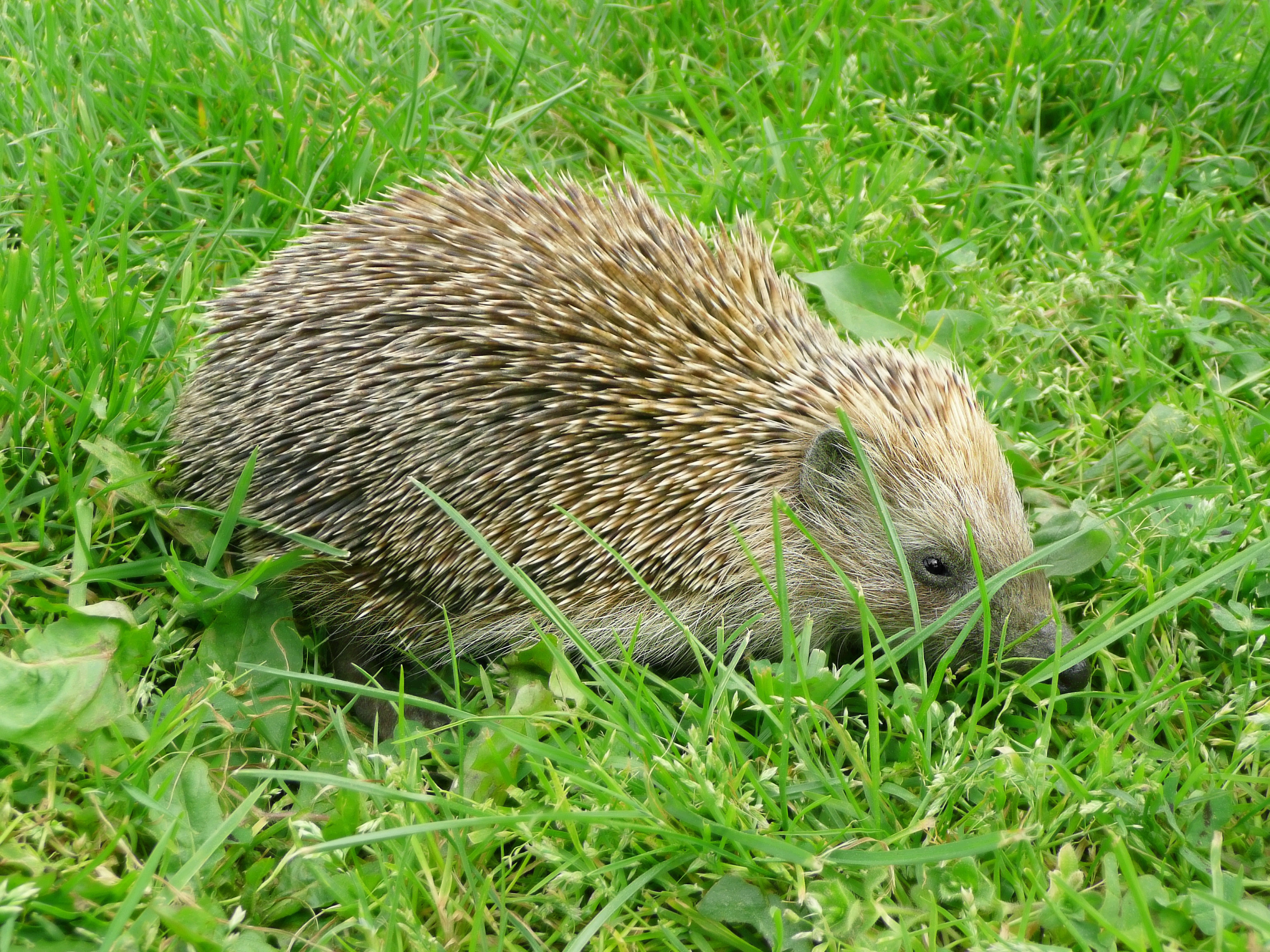
Erinaceus concolor
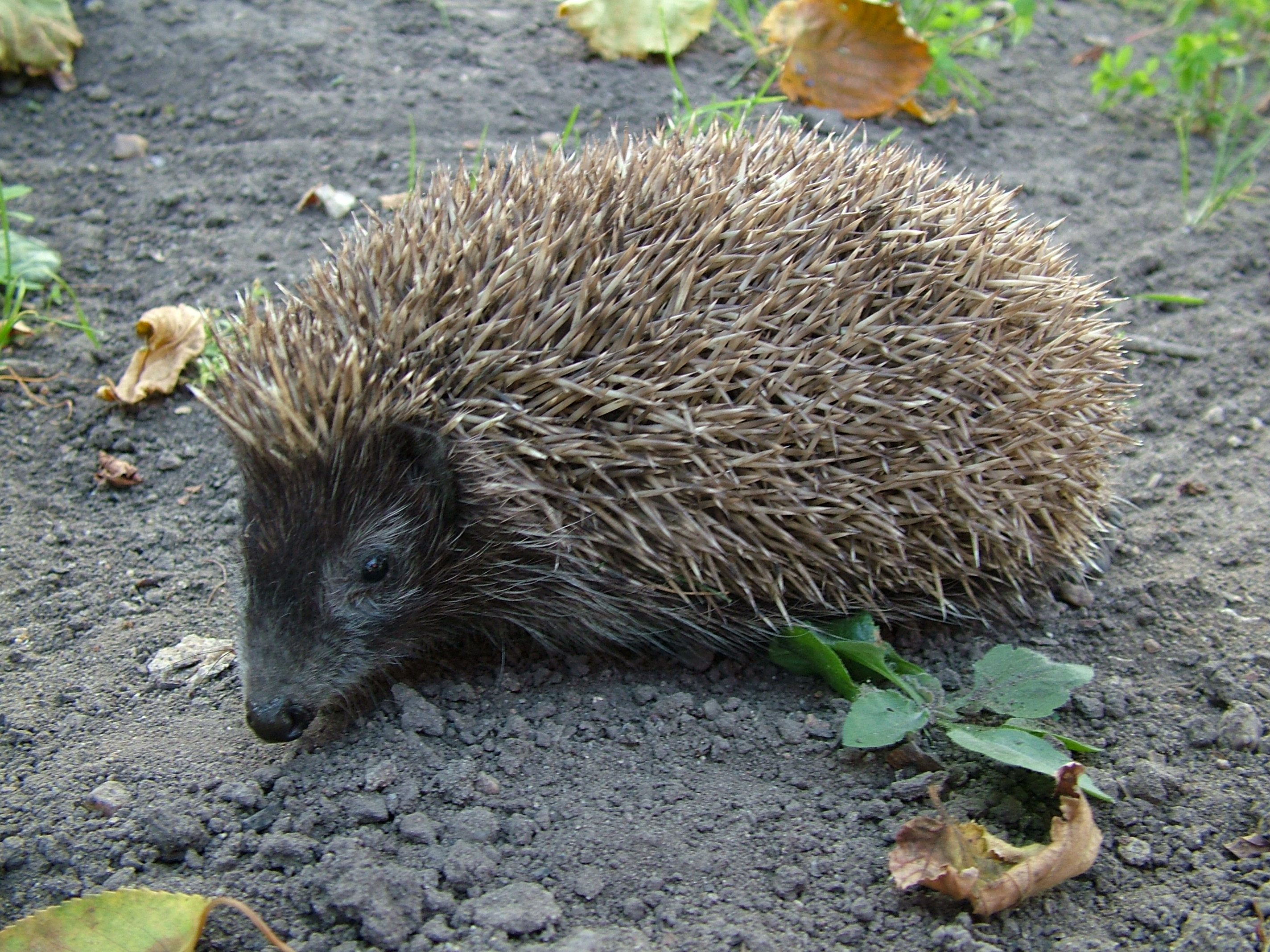
Keleti sün (Erinaceus roumanicus)
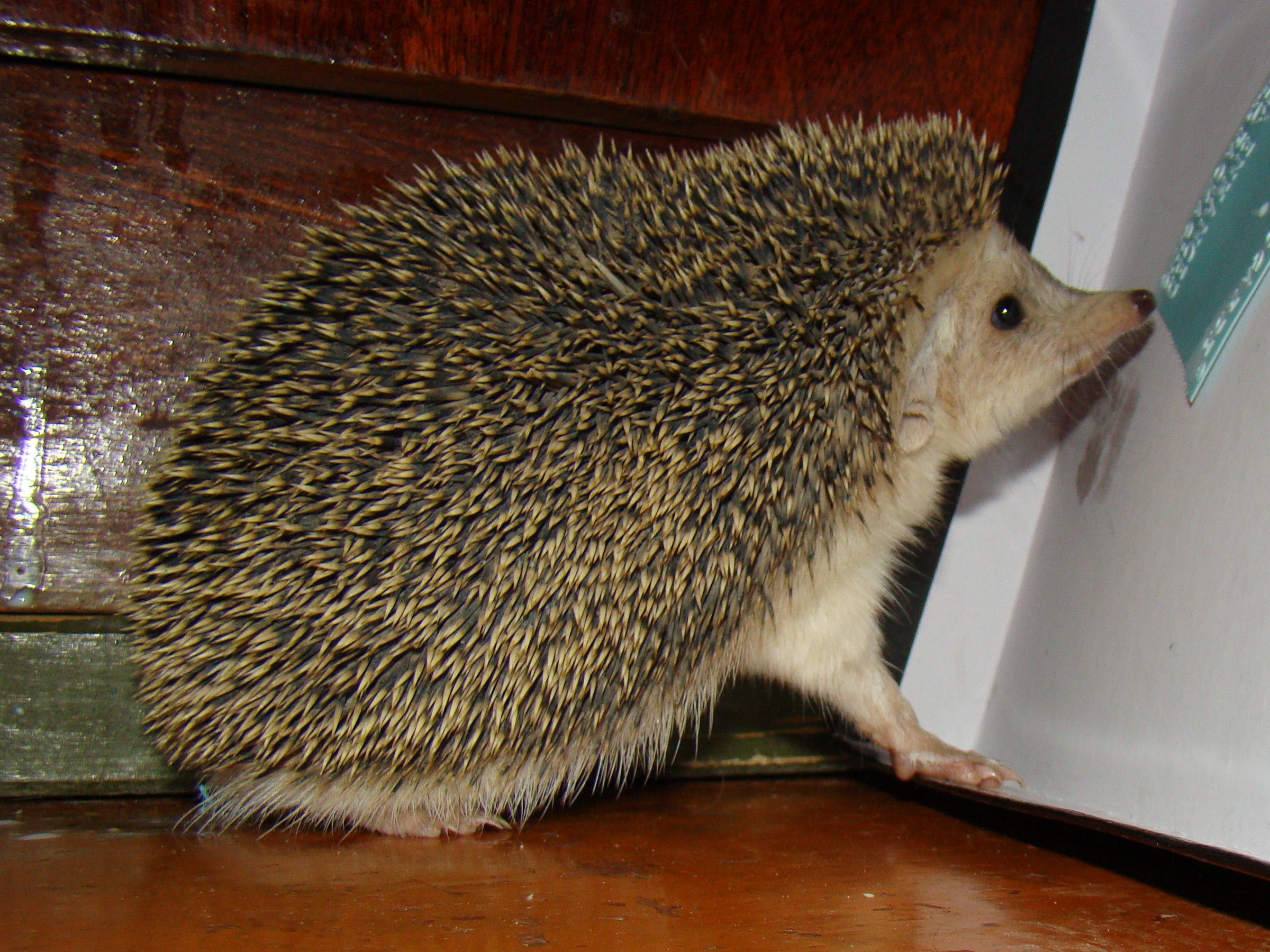
Füles sün (Hemiechinus auritus)
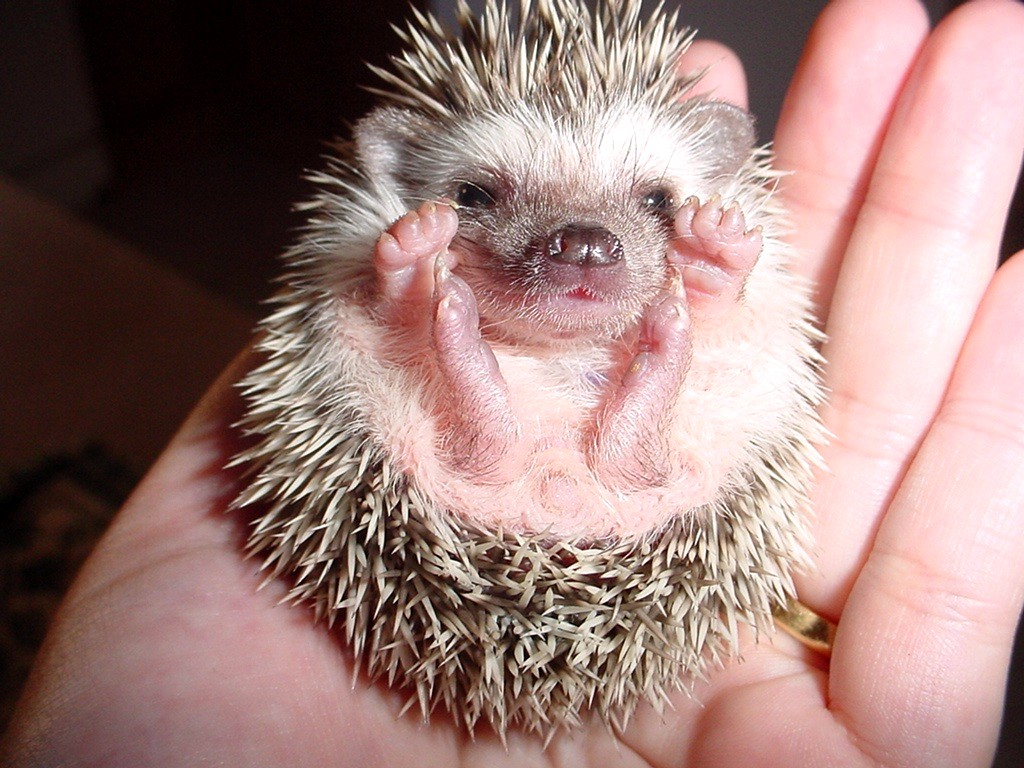
Sivatagi sün (Paraechinus aethiopicus)
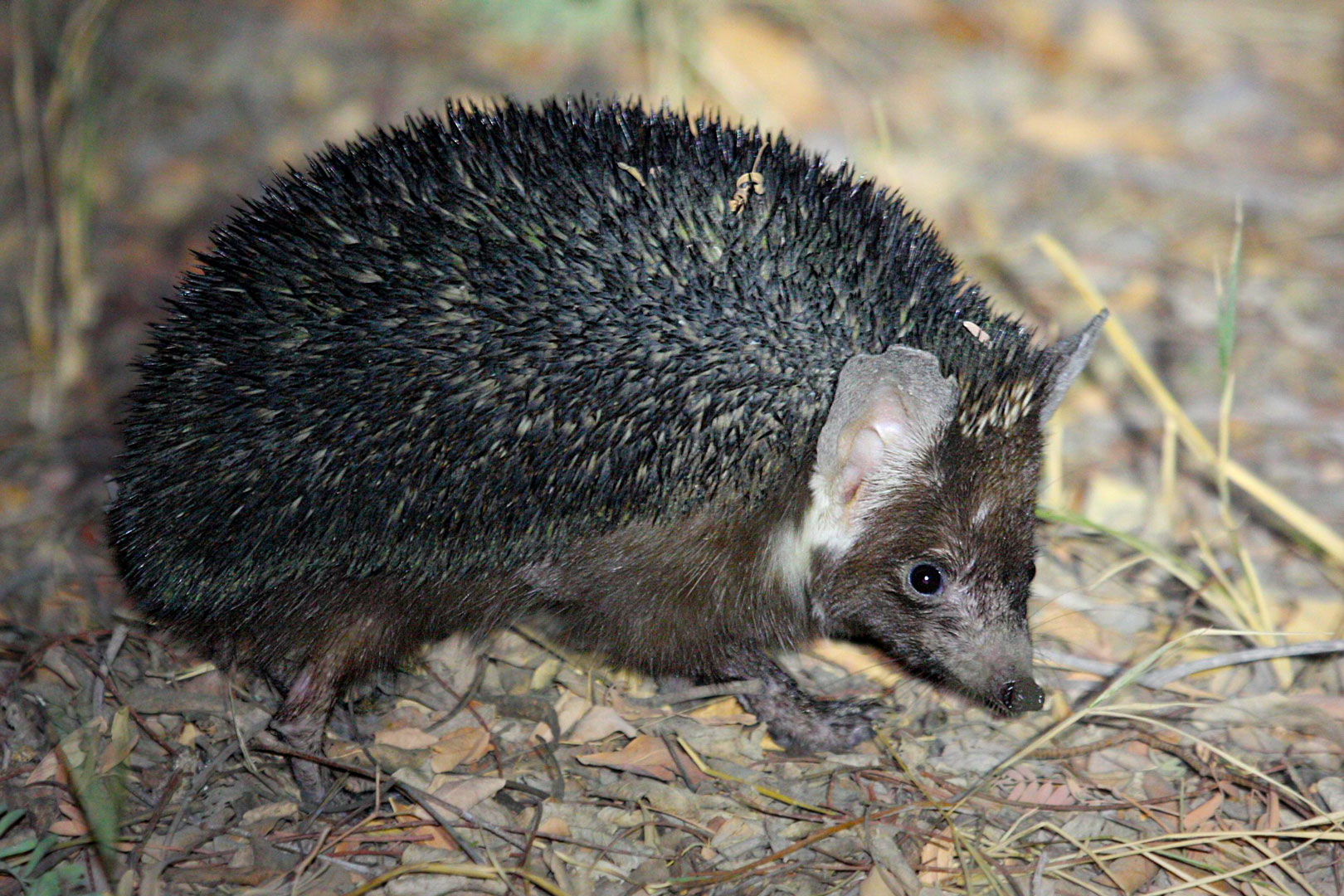
Brandt-sün (Paraechinus hypomelas)
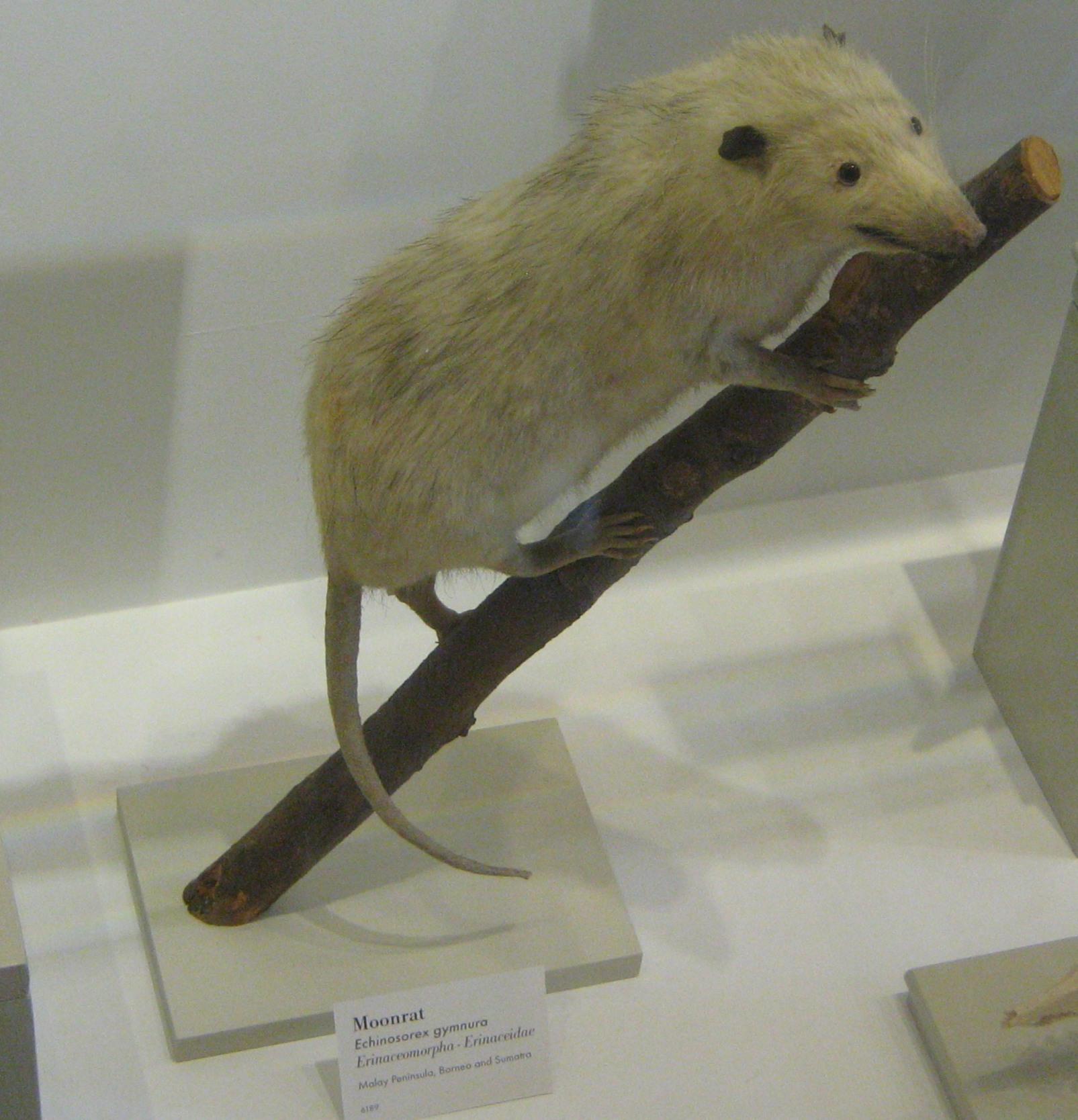
Nagy szőrössün (Echinosorex gymnura)
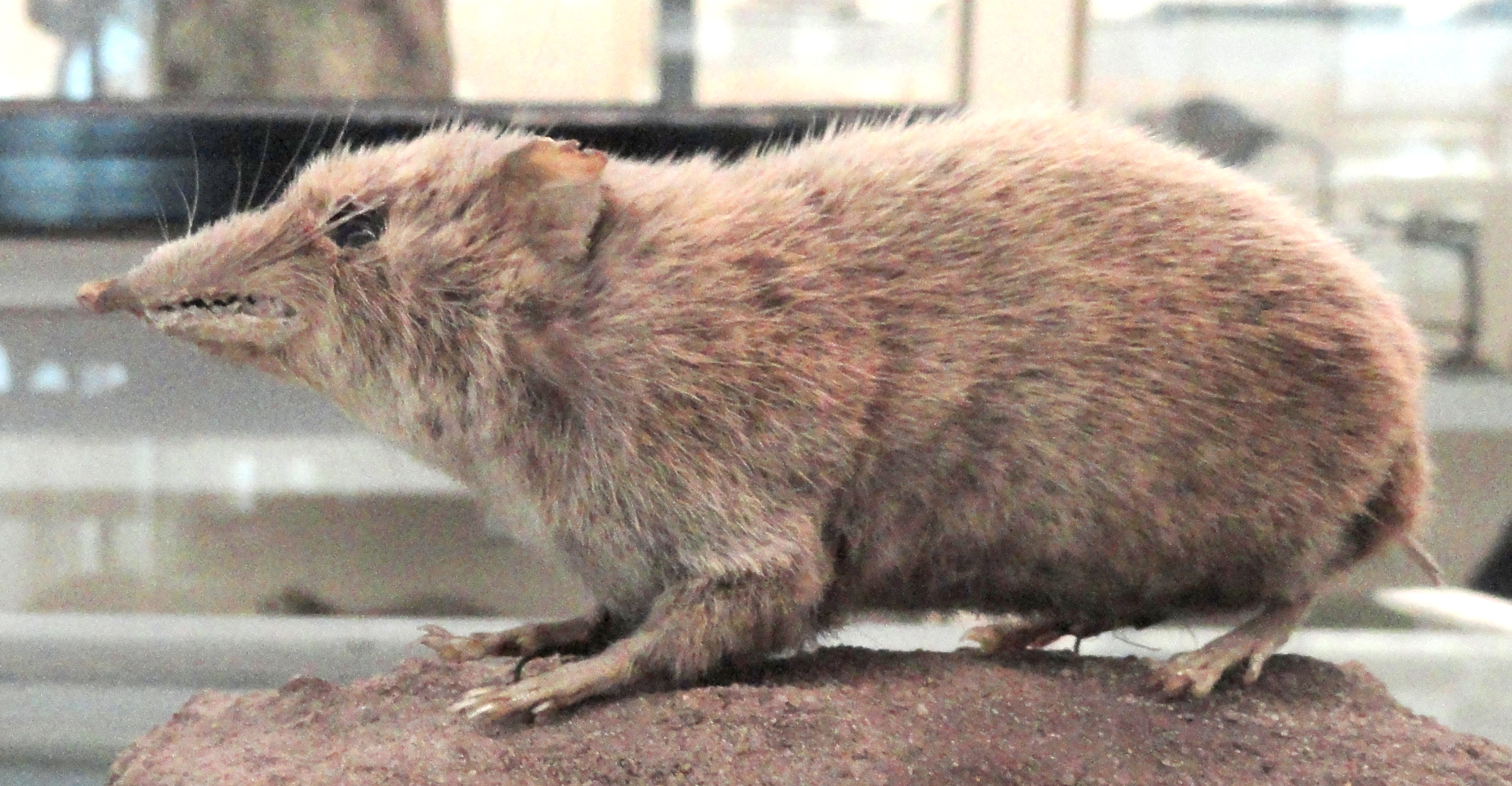
Törpe szőrössün (Hylomys suillus)

## Fordítás
- Ez a szócikk részben vagy egészben  az   Erinaceidae című angol Wikipédia-szócikk ezen változatának fordításán alapul.  Az eredeti cikk szerkesztőit annak laptörténete sorolja fel. Ez a jelzés csupán a megfogalmazás eredetét és a szerzői jogokat jelzi, nem szolgál a cikkben szereplő információk forrásmegjelöléseként.